# HK Skalica
Le HK 36 Skalica (Hokejový klub 36 Skalica) est le club de hockey sur glace de la ville de Skalica en Slovaquie. L'équipe évolue dans l'Extraliga, plus haute division slovaque.

## Historique
Le club est fondé en 1936 sous le nom de TJ Sokol Tekla Skalica, nom qu'il garde jusqu'en 1952. Il prend ensuite le nom de TJ Tatran Skalica, puis plus tard de ZVL Skalica.
Le 1er janvier 1993, à la suite de la partition de la Tchécoslovaquie en 1993, le club rejoint deuxième division slovaque et prend alors son nom actuel de HK 36 Skalica. L'équipe rejoint par la suite l'Extraliga en 1997-1998.